# Slipher (Mondkrater)
Slipher ist ein Einschlagkrater auf der Mondrückseite.
Der Krater Slipher liegt im Norden der erdabgewandten Seite, auf dem südwestlichen Rand des größeren Kraters d’Alembert. In südwestlicher Richtung trifft man auf den ebenfalls größeren Campbell.
Die Entstehungszeit des Kraters wird der früh-imbrischen Periode zugerechnet.

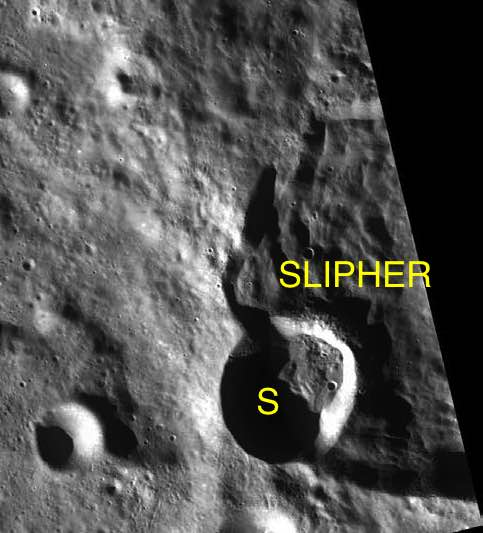
Slipher mit seinem Nebenkrater

Slipher hat einen mit S bezeichneten Nebenkrater, der den südwestlichen Kraterrand überlagert:
| Buchstabe | Position            | Durchmesser | Link |
| --------- | ------------------- | ----------- | ---- |
| S         | 48,98° N, 158,71° O | 27 km       |      |

Der Krater wurde 1970 von der IAU offiziell nach den US-amerikanischen Astronomen Earl Slipher und Vesto Slipher benannt.